# Stephen Decatur sr.

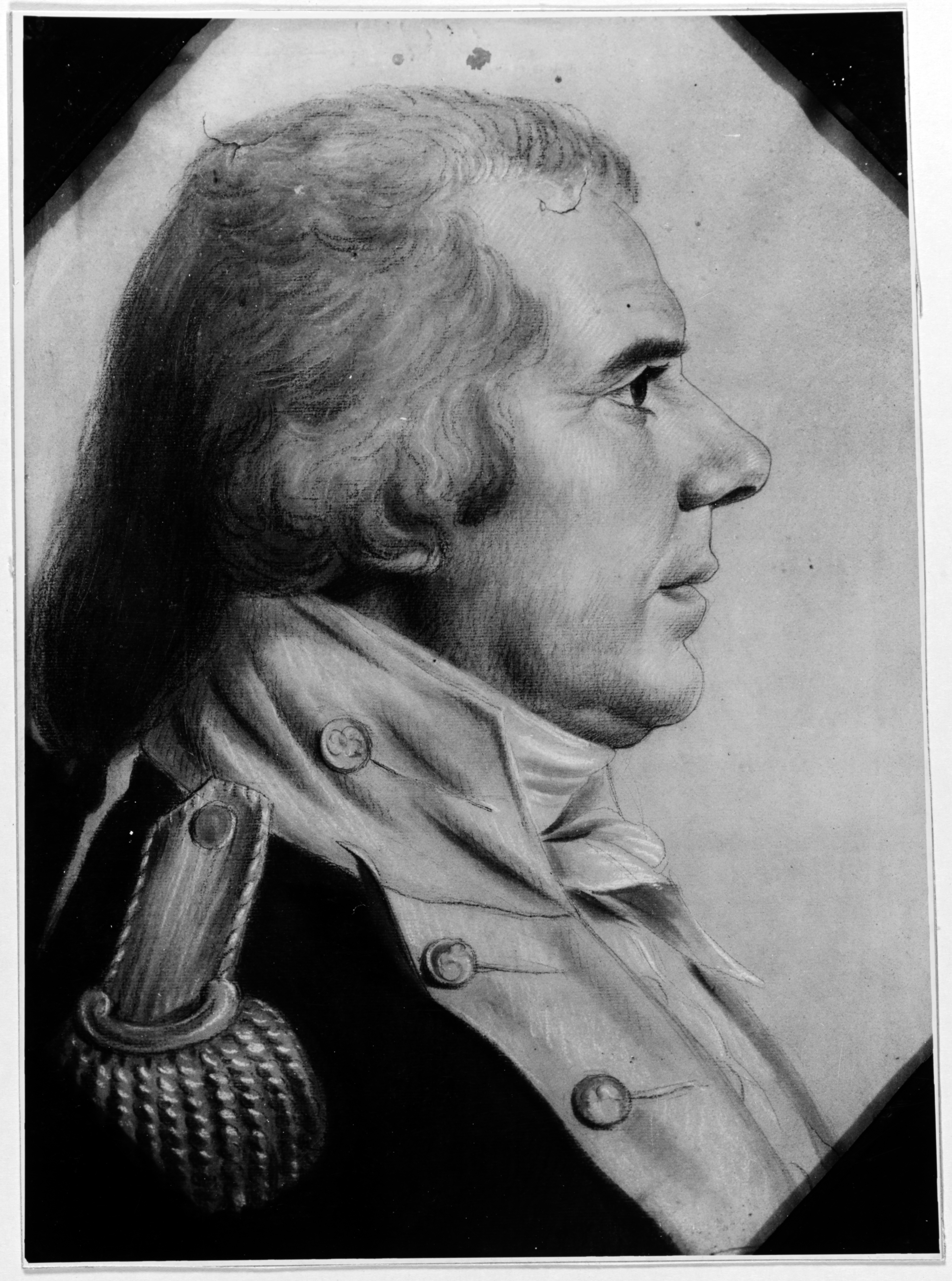
Stephen Decatur sr.

Stephen Decatur sr. (Newport, Rhode Island, juni 1752 - Philadelphia, Pennsylvania, 11 november 1808), was een Amerikaans marineofficier en kapitein tijdens de Amerikaanse Onafhankelijkheidsoorlog en later in de Quasi-Oorlog met Frankrijk.
Hij was de vader van Stephen Decatur jr. Tijdens de Amerikaanse Revolutie had hij het bevel over de "USS Royal Lewis" en de "USS Fair American".

## Zijn levensloop
Stephen Decatur sr. werd geboren in Newport, Rhode Island in juni 1752. Decatur werd kapitein, eerst op een handelsschip, nog voor de Amerikaanse Revolutie. Hij trouwde met Ann Pine, en uit dit huwelijk werd hun beroemde zoon geboren, die dezelfde voornaam kreeg als zijn vader. Zij kregen daarna nog twee kinderen, John (James) Decatur en Ann Decatur McKnight.
In 1800 kreeg Decatur het bevel over de "USS Philadelphia". Dit befaamde fregat zou tijdens de blokkade voor Tripoli stranden en later, tijdens een poging door de Amerikaanse Marine, en onder bevel van zijn zoon, Stephen Decatur, jr. om het schip te heroveren, zou het geheel uitbranden en zinken. Kapitein Stephen Decatur sr. stierf in 1808, waarschijnlijk in Philadelphia, waar hij later werd bijgezet, naast zijn beroemde zoon, die gestorven was in 1820, in de St. Peter's Church in Philadelphia. Stephen Decatur was 56 jaar oud toen hij stierf.
- Een bemanningslid aan boord van de "USS Royal Lewis" was James Forten.